# Goethe-Medaille

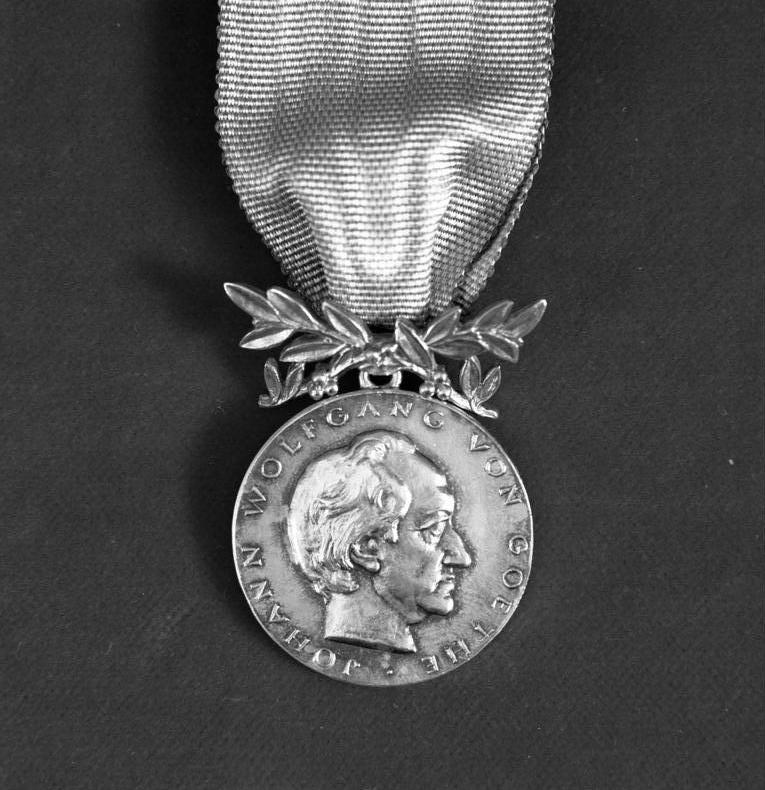
Goethe-Medaille, Vorderseite – altes Modell (bis 2002)

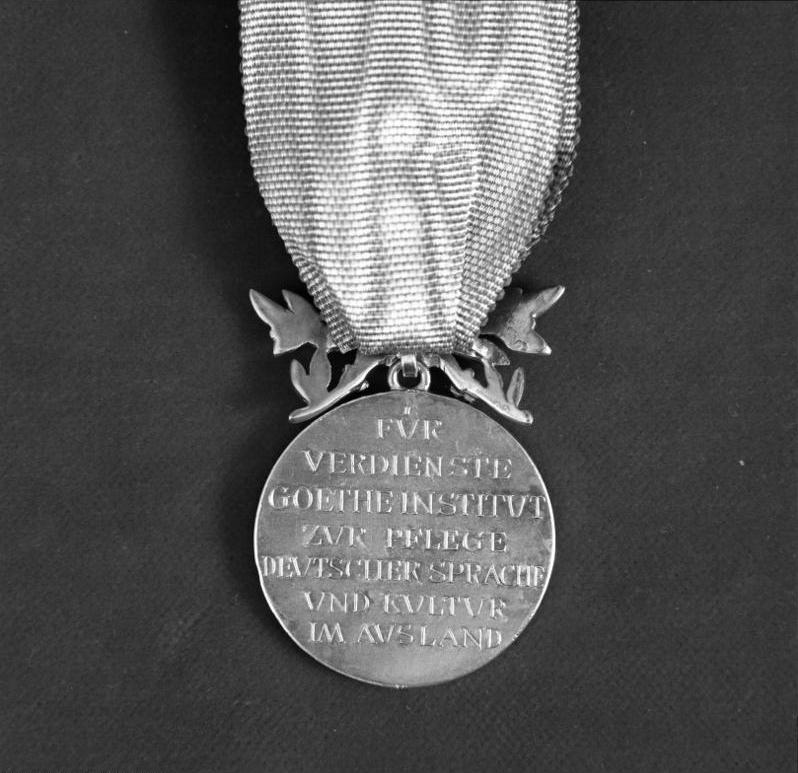
Goethe-Medaille, Rückseite – altes Modell (bis 2002)

Die Goethe-Medaille ist eine Auszeichnung, die seit 1955 jährlich vom Goethe-Institut für Verdienste um die Pflege der deutschen Sprache im Ausland und zur Förderung der internationalen kulturellen Zusammenarbeit verliehen wird. Sie gilt seit 1975 als offizieller Orden der Bundesrepublik Deutschland. Die Medaille wird gemäß Artikel 2 des Statuts für die Verleihung der Goethe-Medaille (vgl. BGBl. 2009 I S. 522, 523) in der Regel für „besondere wissenschaftliche oder literarische, didaktische, organisatorische Leistungen, die der Vermittlung zwischen deutscher Kultur oder der Kultur der Partnerländer zugutekommen“, verliehen. Sie wird nur in Ausnahmefällen Deutschen verliehen.
Der Tag der Verleihung ist (seit 2008) der Geburtstag von Johann Wolfgang von Goethe am 28. August.

## Preisträger

### Frühere Preisträger(Auswahl)
- Paul Lévy (1955)
- Camilla Lucerna (1955)
- Ervino Pocar (1956)
- Hermann John Weigand (1956)
- Leonard Ashley Willoughby (1956)
- Axel Lindqvist (1957)
- Kurt Magnus (1957)
- Werner Neuse (1957)
- Eben Gowrie Waterhouse (1957)
- Ricardo Boettner (1958)
- Gottfried Bohnenblust (1958)
- Walter Horace Bruford (1958)
- Louis Hammerich (1958)
- Gustav Korlén (1958)
- Eugen Löffler (1958)
- Richard Samuel (1958)
- Erik Rooth (1959)
- Bonaventura Tecchi (1959)
- Albin Eduard Beau (1960)
- Robert Minder (1961)
- Emil Öhmann (1961)
- Franz Thierfelder (1961)
- Giovanni Vittorio Amoretti (1963)
- Norman Balk (1963)
- Walter A. Berendsohn (1963)
- Jean Fourquet (1963)
- Pierre-Paul Sagave (1963)
- Oskar Seidlin (1963)
- Marian Szyrocki (1963)
- Bernhard Blume (1964)
- Max Grasmann (1964)
- Frederick Norman (1964)
- Gustav Korlén (1965)
- Roy Pascal (1965)
- Vittorio Santoli (1965)
- Richard Wolf (1965)
- Curt von Faber du Faur (1966)
- Victor Lange (1966)
- Herman Meyer (1966)
- Ladislao Mittner (1966)
- Eduard Goldstücker (1967)
- Viktor Schirmunski (1967)
- Erich Heller (1968)
- Robert Schinzinger (1968)
- Heinz Politzer (1969)
- Cornelis Soeteman (1969)
- Pierre Bertaux (1970)
- William G. Moulton (1970)
- Dora Schulz (1970)
- Max Wehrli (1970)
- Wladimir Grigorjewitsch Admoni (1971)
- Peter Demetz (1971)
- Udo Rukser (1971)
- Nishitani Keiji (1972)
- Joseph-François Angelloz (1973)
- Gerhard Schulz (1974)
- Viktor Žmegač (1974)
- Bernhard Böschenstein (1975)
- Joseph Breitbach (1975)
- Alfred Grosser (1975)
- Pierre-Paul Sagave (1976)
- Sadi Irmak (1979)
- Moustafa Maher (1979)
- Tsuji Hikaru (1979)
- Claudio Magris (1980)
- Joseph Peter Stern (1980)
- Ekrem Akurgal (1981)
- Rudolf Ernst Keller (1981)
- Panagiotis Kanellopoulos (1982)
- Werner Kraft (1982)
- Li Guohao (1982)
- Bruno Bettelheim (1983)
- Feng Zhi (1983)
- Joseph Rovan (1983)
- Alokeranjan Dasgupta (1985)
- Johannes Edfelt (1985)
- Helen Wolff (1985)
- Ernesto Garzón Valdés (1986)
- Michael Hamburger (1986)
- Gordon A. Craig (1987)
- Pavica Mrazović (1987)
- Theodore Ziolkowski (1987)
- Pierre Boulez (1987)
- Pierre Bourdieu (1988)
- Cristóbal Halffter (1988)
- George L. Mosse (1988)
- Giorgio Strehler (1988)
- Ernst Gombrich

### 1990er-Jahre
1990
- Eda Sagarra, Leiterin des Instituts für Germanistik, Trinity College Dublin
- György Ligeti, Komponist
- Hilde Spiel, Schriftstellerin, Übersetzerin und Journalistin
- Hubert Orlowski, Professor für Germanistik, Universität Posen
- Thomas Messer, Kunsthistoriker

1991
- Hans Sahl, Schriftsteller, Übersetzer und Journalist
- Leslie Bodi, Leiter der Deutschabteilung, Monash-Universität Melbourne
- Panajotis Kondylis, Verleger
- Sir Eduardo Paolozzi, Bildhauer
- Jan Hoet, Kurator, Künstlerischer Leiter Documenta IX

1992
- Hugo Rokyta, Literaturhistoriker und Denkmalpfleger
- Sir Karl Raimund Popper, Philosoph und Wissenschaftstheoretiker
- Elisabeth Augustin, Schriftstellerin

1993
- Adam Krzemiński, Germanist und Publizist
- José Maria Carandell, Essayist und Schriftsteller
- Michel Tournier, Schriftsteller
- Patrice Chéreau, Theater- und Filmregisseur

1994
- Paolo Chiarini, Ordinarius für Germanistik, Universität Rom La Sapienza
- István Szabó, Filmregisseur
- Graciela Paraskevaídis, Komponistin
- Billy Wilder, Filmregisseur
- Per Øhrgaard, Professor für Deutsche Philologie, Universität Kopenhagen

1995
- Ada Brodsky, Autorin und Übersetzerin
- Laila Naim, Schriftstellerin und Philosophin
- José Maria Perez Gay, Schriftsteller und Übersetzer
- Naum Kleiman, Filmhistoriker
- Isang Yun, Komponist
- Hermann Walther von der Dunk, Historiker

1996
- Suzanne Pagé, Kunsthistorikerin
- Philip Brady, Leiter der Germanistischen Fakultät, Universität London
- Naoji Kimura, Lehrstuhlinhaber für Germanistik, Sophia-Universität Tokio
- İoanna Kuçuradi, Philosophin
- Jan Křen, Historiker

1997
- Gian Enrico Rusconi, Politikwissenschaftler
- Rolf Liebermann, Komponist und Autor
- Nam June Paik, Videokünstler und Komponist
- Sebastian K. Bemile, Linguist, Germanist und Übersetzer
- Miguel Sáenz Sagaseta de Ilúrdoz, Autor und Übersetzer

1998
- Ralf Dahrendorf, Publizist und Kulturwissenschaftler
- Sudhir Karar, Psychoanalytiker und Buchautor
- Takashi Oshio, Professor für Germanistik, Chuo-Universität, Tokio
- Joao Barrento, Essayist, Übersetzer und Literaturkritiker
- Claire Kramsch, Professorin für Germanistik, Universität Berkeley

1999
- Michel Bataillon, Theatermacher
- Dani Karavan, Maler, Bildhauer, Installationskünstler
- Leoluca Orlando, Rechtswissenschaftler und Politiker
- Jiří Gruša, Schriftsteller, Dichter und Diplomat
- Andrei Pleșu, Theologe und Politiker

### 2000er-Jahre
2000
- Nicholas Boyle
- György Konrád
- Daniel Libeskind
- Şara Sayın
- George Tabori
- Abdel-Ghaffar Mikkawy

2001
- Adonis
- Sofia Gubaidulina
- Gerardo Marotta
- Werner Spies

2002
- W. Michael Blumenthal
- Georges-Arthur Goldschmidt
- Francisek Grucza
- Touradj Rahnema
- Antonio Skármeta

2003
- Lenka Reinerová
- Jorge Semprún

2004
- Mohan Agashe
- Imre Kertész
- Paul Michael Lützeler
- Anatoli A. Michailow
- Sérgio Paulo Rouanet

2005
- Samuel Assefa
- Ruth Klüger
- Dmytro Volodymyrovych Satonsky
- Yōko Tawada
- Simone Young

2006
- Vera San Payo de Lemos
- Giwi Margwelaschwili
- Said

2007
- Daniel Barenboim, israelischer Pianist und Dirigent
- Dezső Tandori, ungarischer Schriftsteller und Übersetzer
- Min'Gi Kim, südkoreanischer Theaterdirektor, Regisseur und Liedermacher

2008
- Gholam Dastgir Behbud, afghanischer Germanist
- Bernard Sobel, französischer Theaterregisseur
- John E. Woods, US-amerikanischer Übersetzer

2009
- Lars Gustafsson, schwedischer Schriftsteller und Philosoph
- Victor Scoradeţ, rumänischer Theaterkritiker und Übersetzer
- Sverre Dahl, norwegischer Übersetzer

### 2010er-Jahre
2010
- Ágnes Heller, ungarische Philosophin
- Fuad Rifka, libanesischer Übersetzer, Lyriker und Philosoph
- John Spalek, US-amerikanischer Germanist und Exilforscher

2011
- John le Carré, britischer Schriftsteller
- Adam Michnik, polnischer Publizist
- Ariane Mnouchkine, französische Theaterregisseurin

2012
- Bolat Atabajew, kasachischer Autor, Theaterregisseur und Menschenrechtskämpfer
- Dževad Karahasan, bosnischer Schriftsteller, Dramaturg, Essayist und Literaturwissenschaftler
- Irena Veisaitė, litauische Theaterwissenschaftlerin

2013
- Mahmoud Hosseini Zad, iranischer Schriftsteller und Übersetzer
- Naveen Kishore, indischer Verleger und Künstler
- Petros Markaris, griechischer Autor und Präsidenten des Nationalen Buchzentrums Griechenlands

2014
- Krystyna Meissner, polnische Regisseurin und Intendantin
- Gerard Mortier, belgischer Opern- und Theaterintendant (postum)
- Robert Wilson, US-amerikanischer Regisseur

2015
- Sadik Al-Azm, syrischer Philosoph und Autor
- Neil MacGregor, britischer Kunsthistoriker und Museumsdirektor
- Eva Sopher, brasilianische Kulturmanagerin und Präsidentin der Stiftung Theatro São Pedro

2016
- Akinbode Akinbiyi, nigerianischer Fotograf
- Jurij Andruchowytsch, ukrainischer Schriftsteller
- Dawit Lortkipanidse, georgischer Museumsdirektor

2017
- Urvashi Butalia, indische Verlegerin
- Emily Nasrallah, libanesische Schriftstellerin
- Irina Scherbakowa, russische Bürgerrechtlerin

2018
- Heidi und Rolf Abderhalden (Geschwister), kolumbianische Theatermacher (Mapa Teatro, Bogotá)
- Claudia Andujar, schweizerisch-brasilianische Fotografin und Menschenrechtlerin
- Péter Eötvös, ungarischer Komponist und Dirigent

2019
- Doğan Akhanlı, deutscher Schriftsteller türkischer Herkunft
- Shirin Neshat, Künstlerin und Filmemacherin aus dem Iran
- Enkhbat Roozon, mongolischer Verleger, Buchhändler und politischer Publizist

### 2020er-Jahre
2020
- Elvira Espejo Ayca, bolivianische Künstlerin und Museumsdirektorin
- Ian McEwan, britischer Schriftsteller
- Zukiswa Wanner, südafrikanische Schriftstellerin, Verlegerin und Kuratorin[1] (2024 zurückgegeben[2])[3]

2021
- Marilyn Douala Bell, kamerunisch-französische Sozialökonomin
- Toshio Hosokawa, japanischer Komponist
- Wen Hui, chinesische Tänzerin und Choreografin[4]

2022
- Mohamed Abla, ägyptischer Multimedia-Künstler (2024 zurückgegeben[5])
- Tali Nates, südafrikanische Historikerin
- Nimi Ravindran und Shiva Pathak vom Sandbox Collective in Indien

2024
- Claudia Cabrera (Mexiko), literarische Übersetzerin
- Iskra Geshoska (Nordmazedonien), Dolmetscherin und Kulturmanagerin
- Carmen Romero Quero (Chile), Theatermacherin

2025
- Osman Kavala (Türkei), Kulturförderer
- David Van Reybrouck (Belgien), Autor, Historiker und Archäologe
- Li Yuan (China), Germanistin und Sprachwissenschaftlerin

## Kontroversen und Rückgaben
Am 6. und 7. März 2024 gaben die Preisträger Zukiswa Wanner (2020) und Mohamed Abla (2022) aus Protest gegen die politische Haltung der deutschen Bundesregierung während des Israel-Gaza-Krieges 2023/2024 zurück.

## Einzelbelege
1. ↑  Goethe-Institut Pressemitteilung vom 28. April 2020: Preisübergabe an Goethes Geburtstag am 28. August: Goethe-Medaille 2020 für Elvira Espejo Ayca, Ian McEwan und Zukiswa Wanner, abgerufen am 28. April 2020
2. 1 2  I was the first African to receive the Goethe Medal. I just gave it back | African Arguments, 6. März 2024, abgerufen am 8. März 2024.
3. ↑  Goethe-Institut vom 4. März 2024: Stellungnahme zu Zukiswa Wanners Rückgabe der Goethe-Medaille, abgerufen am 9. März 2024
4. ↑  Goethe-Medaillen gehen nach Kamerun, Japan und China, Meldung auf zeit.de vom 19. Mai 2021.
5. 1 2  War on Gaza: Egyptian artist returns Goethe Medal over German ‘complicity in Israeli aggression’ | Middle East Eye, 6. März 2024, abgerufen am 8. März 2024.